# Montemar
Montemar är en ort i Mexiko.   Den ligger i kommunen Acaxochitlán och delstaten Hidalgo, i den sydöstra delen av landet, 130 km nordost om huvudstaden Mexico City. Montemar ligger 2 170 meter över havet och antalet invånare är 340.
Terrängen runt Montemar är huvudsakligen kuperad, men den allra närmaste omgivningen är platt. Runt Montemar är det ganska tätbefolkat, med 155 invånare per kvadratkilometer. Närmaste större samhälle är Huauchinango, 9,4 km öster om Montemar. I omgivningarna runt Montemar växer i huvudsak blandskog.